# Thomisus ghesquierei
Thomisus ghesquierei är en spindelart som beskrevs av Roger de Lessert 1943. Thomisus ghesquierei ingår i släktet Thomisus och familjen krabbspindlar.
Artens utbredningsområde är Kongo. Inga underarter finns listade i Catalogue of Life.